# Fluminimaggiore
Fluminimaggiore (sardinski: Frùmini Majòri) je grad i općina (comune) u pokrajini Južnoj Sardiniji u regiji Sardiniji, Italija. Nalazi se na nadmorskoj visini od 63 metra i ima populaciju od 2 882 stanovnika.
 Prostire se na teritoriju od 108,18 km². Gustoća naseljenosti je 27 st/km².
Susjedne općine su: Arbus, Buggerru, Gonnosfanadiga i Iglesias.